# Fântâna Mare (okręg Konstanca)
Fântâna Mare (tur. Başpunar) – wieś w Rumunii, w okręgu Konstanca, w gminie Independența. W 2011 roku liczyła 362 mieszkańców.